# Knut Eriksson af Sverige
Knut Eriksson, blev født i slutningen af 1140'erne, død 1195 eller 1196, var konge af Sverige fra 1167. Han var søn af Erik den Hellige og Kristina Bjørnsdatter af Danmark.

## Fra flugt til mord
Efter at hans far, Erik den Hellige, blev dræbt ca. 1160 blev Knut besejret af sine modstandere og tvunget til at flygte fra Sverige, måske til Norge. Knut kom tilbage til riget i 1167, og ifølge Vestgøtalovens kongeliste overfaldt og dræbte han kong Karl Sverkersson på Visingsö.
I tiden, som fulgte, var Sverige i en tilstand af borgerkrig med tre konger, som sloges mod hinanden. På den ene side var brødrene Kol Sverkersson og Burislev Sverkersson og på den anden side Knut Eriksson. De første repræsenterede Sverkerslægten og fik støtte fra Danmark, men Knut Eriksson klarede at overvinde og dræbe sine modstandere i løbet af vinteren 1172-1173 og blev da den ubestridte hersker af Sverige i en alder af 23 år.

## Diplomatiske forbindelser
Fra Knut Erikssons tid hører den første kendte svenske handelstraktat, mellem Lübeck og Sverige, en aftale som Knut Eriksson sammen med jarlen Birger Brosa indgik med hertug Henrik Løve af Sachsen. Knut oprettede omkring 1185 diplomatiske forbindelser med England og fik i den sammenhæng blandt andet en rustning som gave af den engelske kongen Henrik 2. af England. I henhold til den norske Sverres saga fik kong Knut og de øvrige nordiske konger i 1195 et brev med en begæring om militær støtte fra den byzantinske kejser Alexios 3.
Kong Knut opretholdt gode forbindelser med den norske konge Sverre Sigurdsson, som 1185 giftede sig med hans søster Margareta. Relationerne til de danske konger var derimod spændt.
De ældste bevarede originalbreve fra en svensk konge blev skrevet af kong Knut. Af de ni bevarede originalbreve handler de otte af dem om Viby kloster ved Sigtuna. Der blev gjort en omfattende møntprægning under kong Knuts styre.

## Familie
Knut var gift med en ukendt svensk kvinde, og om hendes slægt ved man kun, at hun havde en bror, som hed Knut. Via et pavebrev fra 1193, som er bevaret i afskrift, ved man, at hun under en livstruende sygdom aflagde et kyskhedsløfte og gik i kloster, efter at hun var blevrt rask. Kong Knut søgte senere paven om, at hun skulle befries fra sit løfte.
De fik følgende børn:
1. Jon Knutsson, født 1172 død 1205 i slaget ved Älgarås
2. Knut Knutsson, død 1205 i slaget ved Älgarås
3. Joar Knutsson, født 1178 død 1205 i slaget ved Älgarås
4. Erik Knutsson, svensk konge
5. Sigrid Knutsdotter, født c. 1170 gift med Magnus Broka

## Eftermæle
Kong Knut døde en naturlig død i 1195 (eller i 1196) og blev begravet i Varnhems klosterkirke, hvor Magnus Gabriel De la Gardie rejste en gravsten over ham.
Hans lange regeringstid kan betragtes som den tid, hvor den svenske statsmagt for alvor begyndte at etablere sig efter kontinentalt mønster med en skrivende centraladministration og dokumenterede diplomatiske forbindelser med andre nationer. I hvilken grad det skyldes kong Knut eller hans særdeles dygtige jarl Birger Brosa er derimod vanskeligt at læse fra kilderne.